# Круминь, Ян Мартынович
Ян Мартынович Круминь (партийный псевдоним — Пилат) (латыш. Jānis Krūmiņš; 13 сентября (25 сентября) 1894, Скривери, Видземе, Лифляндской губернии Российской империи — 15 марта 1938, Коммунарка) — латышский марксист, деятель революционного движения в Латвии, революционер, член русского отделения ЦК Латвийской социал-демократии (1918).

## Биография
Родился в бедной крестьянской семье. В 1912 году вступил в Российскую социал-демократическую рабочую партию. В 1915 избран в ЦК РСДРП в Лифляндской губернии.
Участник Первой мировой войны с 1915 года служил рядовым 12-й армии РИА, занимался революционной агитацией среди товарищей. В 1917 году был делегирован в Солдатский совет 12-й армии, вскоре после этого стал заместителем председателя Совета рабочих, солдатских и безземельных депутатов Латвии (Latvijas Strādnieku, Zaldātu un Bezzemnieku Deputātu Padome).
После Октябрьской революции был редактором газеты «Вестотайс». В конце 1917 — начале 1918 года Круминьш выступал за присоединение к революционной Советской России. После заключения Брест-литовского мирного договора — с февраля 1918 года на подпольной работе, участник борьбы с немецкой армией оккупировавшей Латвию. Занимался организацией подпольной партийной работой и тем самым способствовал тому, что в декабре 1918 года, после вывода немецких войск в конце мировой войны, удалось провозгласить Латвийскую Советскую республику. В 1919 году работал пропагандистом ЦК Латвийской коммунистической партии. Затем до конца 1919 года, Круминь работал наркомом Латвийского советского правительства П. Стучки .
После окончания борьбы за независимость Латвии Я. Круминь был членом Министерства иностранных дел ЦК ЛКП. В 1922 году оставлен в Латвии для подпольной работы, был секретарём ЦК ЛКП.
В 1923 году направлен в СССР, где преподавал в Московском коммунистическом университете трудящихся Востока имени И. В. Сталина, В 1927—1929 годах учился в Институте красной профессуры. В 1932—1936 годах — секретарь министерства иностранных дел ЦК ЛКП, представитель ЛКП в Исполкоме Коммунистического Интернационала. Принимал участие в 3-м конгрессе Коммунистического интернационала (1921), 4-м конгрессе Коминтерна (1922) и 7-м последнем) конгрессе Коминтерна в Москве (1935).
В 1936—1937 годах находился на работе в главном бюро связи Коминтерна в Копенгагене.
22 октября 1937 года в ходе «Латвийской операции» НКВД партийного комитета аппарата Коминтерна рассматривал дело Круминя о связях с московским латышским издательством «Prometejs» под руководством К. Данишевского. 1 декабря 1937 года Круминь был арестован органами НКВД по обвинению в антисоветской деятельности и шпионско-диверсионной деятельности против СССР. Был «разоблачён» как резидент спецслужб Латвийской Республики в СССР.
15 марта 1938 года расстрелян на полигоне Коммунарка.